# Augusto Monti
Augusto Monti (Monastero Bormida, 29 agosto 1881 – Roma, 11 luglio 1966) è stato uno scrittore e docente italiano.
Strenuo oppositore del fascismo fin dai suoi inizi, fu incarcerato dal regime. Nel secondo dopoguerra divenne un rappresentante di spicco del mondo della letteratura italiana e della pedagogia.

## Biografia
Figlio di Bartolomeo e di Luigia Berlingieri, nacque a Monastero Bormida, un piccolo paese delle Langhe in provincia di Asti e, all'età di tre anni, si trasferì a Torino, al seguito del padre (commesso in un negozio e, prima ancora, gestore di un mulino, che però era stato spazzato via da una piena del fiume Bormida). La madre era una maestra genovese, che morì quando Augusto aveva solo due anni. Dopo gli studi al Liceo classico Cavour e conseguita dapprima la laurea in lettere nel 1902 e poi in filosofia nel 1904, ebbe l'incarico d'insegnare inizialmente a Bosa in Sardegna e poi a Chieri. Qui nel 1910 sposò la maestra elementare Camilla Dezzani, da cui l'anno successivo ebbe la sua unica figlia Luisa (soprannominata dal padre Luisotta, che diventerà a sua volta insegnante e scrittrice e, nel 1935, sposerà il pittore Mario Sturani). Fedele agli ideali del Risorgimento, che avevano accompagnato lo sviluppo della società nazionale, alla vigilia della prima guerra mondiale, Monti si schierò a fianco degli interventisti di sinistra. Partecipò quindi alla guerra come volontario in trincea, passando tuttavia due anni in Austria da prigioniero.
Dopo la guerra continuò a lavorare come insegnante e nel 1919 venne trasferito a Brescia nel Liceo Ginnasio Statale Arnaldo. S'interessò di problemi di cultura e di riforma della scuola, argomento che trattò nel saggio pedagogico pubblicato nel 1923 Scuola classica e vita moderna. Tra il 1924 e il 1931 fu insegnante di lingua italiana e lingua latina al Liceo classico Massimo d'Azeglio di Torino ed ebbe tra i suoi allievi alcuni tra i più noti personaggi della cultura torinese del periodo tra la prima e la seconda guerra mondiale, come Cesare Pavese, Leone Ginzburg, Guido Seborga, Massimo Mila e Gian Carlo Pajetta. Fu anche amico di Piero Gobetti (collaborò alla sua rivista La Rivoluzione liberale) e di Antonio Gramsci.
Laico, di ideologia crociana e antifascista fin dal principio (nel 1925 abbandonò la collaborazione con il Corriere della Sera per protestare contro la "presa fascista" del quotidiano), nel 1931 lasciò la scuola insofferente al clima politico che si respirava e visse dando lezioni ai figli di Agnelli e nel 1935 venne arrestato e condannato a cinque anni di carcere dal tribunale speciale fascista. Durante il periodo di detenzione ebbe come compagno di cella il politico antifascista Ernesto Rossi (fondatore del Partito Radicale). Quando venne scarcerato da Regina Coeli a Roma, nel 1939, si stabilì prima a Torino, poi a Cavour e infine a Chieri, nel tentativo di sfuggire al continuo controllo degli agenti dell'OVRA. A Chieri trovò riparo nella casa dell'ex domestica della figlia Luisa, presso il colle di San Giorgio; spacciandosi per generale in pensione, riuscì a non destare sospetti tra i vicini di casa e da lì poté anche proseguire il suo impegno di militanza politica. Nel 1951, vedovo da quasi vent'anni (la prima moglie era morta nel 1932), sposerà in seconde nozze Caterina Bauchiero, conosciuta appunto negli anni del rifugio chierese.
Partecipò alla resistenza nel Partito d'Azione e, al successivo scioglimento di tale partito, aderì come indipendente al PCI. Fu tra i più attivi collaboratori del quotidiano l'Unità e delle riviste Rinascita, Belfagor, Il Ponte.
Scrisse pure saggi di politica tra i quali Realtà del Partito d'Azione, pubblicato nel 1945.
Si fece conoscere in campo letterario con l'opera di narrativa intitolata I Sansôssí (trad. "Gli spensierati"), storia del Piemonte liberale, che ha come sfondo le Langhe e Torino, pubblicata nel 1929 che farà in seguito parte della trilogia La storia di papà insieme a Quel Quarantotto del 1934 e L'iniqua mercede, del 1934, che verrà riedita nel 1949 da Einaudi con il titolo Tradimento e fedeltà e nel 1963 sempre da medesimo editore, come I Sansôssí.
La sua ultima opera, dal titolo I miei conti con la scuola, risale al 1965.
È sepolto nel cimitero di Monastero Bormida, suo paese natale, dov'era solito recarsi ogni estate per le vacanze.

## Riconoscimenti
Ad Augusto Monti sono stati dedicati:
- un viale in Torino, attraverso il Parco Giuseppe Di Vittorio, che unisce via Monte Pasubio a via Carolina Invernizio nel quartiere Lingotto;
- l'Istituto di istruzione superiore "Valentino Bosso - Augusto Monti" di Torino;
- il liceo statale (linguistico, musicale, delle scienze umane e scientifico opzione scienze applicate ed economico-sociale) di Asti;
- l'aula magna del liceo classico d'Azeglio di Torino, dove insegnò dieci anni;
- il liceo statale (linguistico, classico, scientifico e delle scienze umane) del comune di Chieri, città dove Monti aveva insegnato (presso il Liceo-ginnasio "Cesare Balbo", ora inglobato nello stesso "Monti") e dove si era rifugiato da clandestino nel 1944, conoscendovi Caterina Bauchiero, che divenne sua seconda moglie (di 43 anni più giovane di lui);[10]
- un istituto tecnico commerciale statale originariamente a Roma e trasferitosi a fine degli anni 90 a Pomezia (RM);
- la scuola elementare di Monastero Bormida;
- un sentiero escursionistico in val Sangone, la prima valle alpina (a soli 35 km) di Torino.[11]

## Opere
- Scuola classica e vita moderna, Pittavino, Torino 1923
- I Sansôssí, Ceschina, Milano, 1929
- Quel Quarantotto, Ceschina, Milano, 1934
- L'iniqua mercede, Ceschina, Milano 1935
- Realtà del Partito d'Azione, Saggi LXIII, Einaudi, Torino, 1945
- Tradimento e fedeltà, Einaudi, Torino 1949, nuova edizione del trittico La storia di papà (I. I Sansôssí, Quel Quarantotto, L'iniqua mercede)
- A. XXX E.F., Parenti, Firenze, 1953
- Ragazza 1924, Einaudi, Torino, 1961
- I Sansôssí, Einaudi, Torino 1963
- I Sansossí, Araba Fenice, Cuneo , 2004
- Vietato pentirsi, Einaudi, Torino, 1956
- I miei conti con la scuola, Einaudi, Torino, 1965
- Torino falsa magra, AEDA, Torino 1968 (pubblicato postumo)
- Viaggio nella città, Alfa Editrice, Torino 1977 (pubblicato postumo da  Famija Turineisa curato da G. Tesio)